# 维拉尔圣昂塞尔姆
维拉尔圣昂塞尔姆（法語：Villar-Saint-Anselme，法語發音：[vilaʁ sɛ̃t‿ɑ̃sɛlm] ⓘ）是法国奥德省的一个市镇，属于利穆区。

## 地理
维拉尔圣昂塞尔姆（43°3'14"N, 2°17'55"E）面积5.88 平方千米，位于法国奧克西塔尼大區奥德省，该省份为法国南部沿海省份，北起塔恩省，西北接上加龙省，西接阿列日省，南至东比利牛斯省，东临地中海，东北与埃罗省接壤。
与维拉尔圣昂塞尔姆接壤的市镇（或旧市镇、城区）包括：加尔迪、利穆、皮约斯、圣波利卡普、维勒巴济。
维拉尔圣昂塞尔姆的时区为UTC+01:00、UTC+02:00（夏令时）。

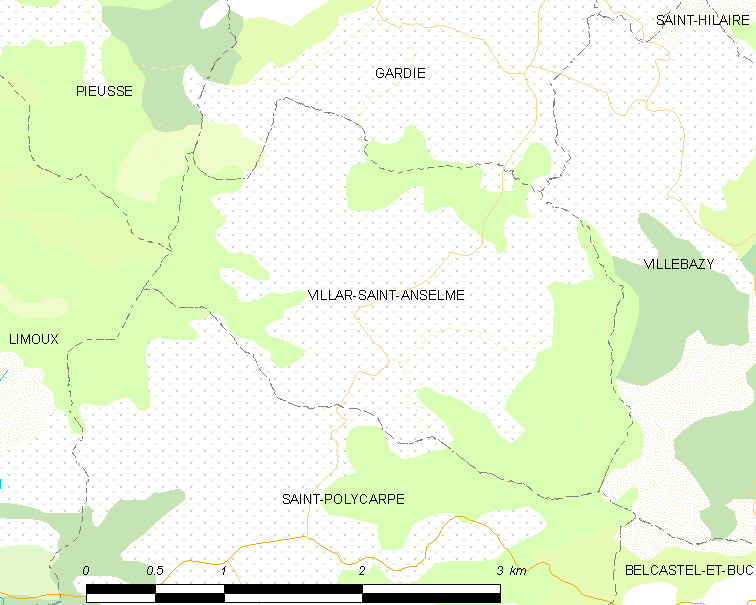
维拉尔圣昂塞尔姆的OSM定位图

## 行政
维拉尔圣昂塞尔姆的邮政编码为11250，INSEE市镇编码为11415。

## 政治
维拉尔圣昂塞尔姆所属的省级选区为利穆地区县。

## 人口

1962-2008年间维拉尔圣昂塞尔姆人口变化图示

维拉尔圣昂塞尔姆于2022年1月1日时的人口数量为117人。